# Pteromalus unca
Pteromalus unca är en stekelart som beskrevs av Walker 1839. Pteromalus unca ingår i släktet Pteromalus och familjen puppglanssteklar. Inga underarter finns listade i Catalogue of Life.